# The New Beginning in Niigata 2016
L’édition 2016 de The New Beginning est une manifestation de catch télédiffusée et visible en paiement à la séance, sur SKY PerfecTV! ou en streaming payant via Ustream ou sur New Japan Pro Wrestling World (en). L'événement, produit par la New Japan Pro Wrestling (NJPW), a eu lieu le 14 février à l'Aore Nagaoka à Nagaoka, dans la région de Chūbu. Il s'agit de la dixième édition de The New Beginning.

## Contexte
Les spectacles de la New Japan Pro Wrestling en paiement à la séance sont constitués de matchs aux résultats prédéterminés par les scénaristes de la NJPW. Ces rencontres sont justifiées par des storylines — une rivalité avec un catcheur, la plupart du temps — ou par des qualifications survenues dans les shows précédents. Tous les catcheurs possèdent un gimmick, c'est-à-dire qu'ils incarnent un personnage gentil ou méchant, qui évolue au fil des rencontres. Un pay-per-view comme The New Beginning est donc un événement tournant pour les différentes storylines en cours.

### Kenny Omega contre Hiroshi Tanahashi
Le 5 janvier, Kenny Omega évince A.J. Styles du clan Bullet Club et en devient le leader. Malgré sa défaite le jour précédent à Wrestle Kingdom 10 contre Kushida pour le titre junior poids-lourd IWGP, il ne désire pas de match revanche mais une opportunité pour le championnat intercontinental. Le 25 janvier, le titre fut retiré des mains de Shinsuke Nakamura, en partance vers la WWE. Ancien détenteur du titre, Hiroshi Tanahashi fut annoncé comme étant le second prétendant au titre.

## Tableau des matchs
| #                                                                | Matchs | Stipulations                                                                   | Temps |
| ---------------------------------------------------------------- | --- | ------------------------------------------------------------------------------ | ----- |
| 1                                                                | Bullet Club (The Young Bucks (Nick Jackson et Matt Jackson) et Cody Hall) battent Jushin Thunder Liger, Tiger Mask et Captain New Japan               | Six Man Tag Team match                                                         | 5:55  |
| 2                                                                | ReDRagon (Kyle O'Reilly et Bobby Fish) battent Chaos (Gedo et Kazushi Sakuraba)                                                                       | Match par équipe                                                               | 8:25  |
| 3                                                                | Tencozy (Hiroyoshi Tenzan et Satoshi Kojima), Ricochet et Matt Sydal battent David Finlay, Ryusuke Taguchi, Manabu Nakanishi et Yuji Nagata           | Eight Man Tag Team match                                                       | 8:14  |
| 4                                                                | Los Ingobernables de Japón (Evil et Tetsuya Naito) battent Jay White et Michael Elgin                                                                 | Match par équipe                                                               | 8:38  |
| 5                                                                | Toru Yano et The Briscoe Brothers (Jay Briscoe et Mark Briscoe) battent Bullet Club (Tama Tonga, Bad Luck Fale et Yujiro Takahashi) (avec Shiori) (c) | Six Man Tag Team match pour les NEVER Openweight Six Man Tag Team Championship | 8:20  |
| 6                                                                | Chaos (Kazuchika Okada, Tomohiro Ishii et Yoshi-Hashi) (avec Gedo) battent Hirooki Goto, Juice Robinson et Katsuyori Shibata                          | Six Man Tag Team match                                                         | 16:36 |
| 7                                                                | Kushida (c) bat Bushi | Match simple pour le IWGP Junior Heavyweight Championship                      | 16:32 |
| 8                                                                | Great Bash Heel (Togi Makabe et Tomoaki Honma) (c) battent Bullet Club (Karl Anderson et Doc Gallows) (avec Bad Luck Fale et Tama Tonga)              | Match par équipe pour les IWGP Tag Team Championship                           | 14:16 |
| 9                                                                | Kenny Omega (avec Cody Hall et Yujiro Takahashi) bat Hiroshi Tanahashi                                                                                | Match simple pour le IWGP Intercontinental Championship vacant                 | 29:10 |
| (c) désigne le(s) champion(s) défendant son titre dans le match. | |                                                                                |       |